# Mniszek kok-sagiz

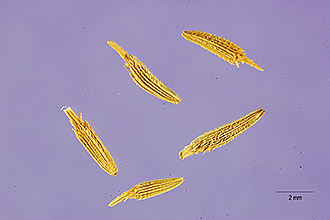
Niełupki

Mniszek kok-sagiz, mniszek gumodajny, kok-sagiz (Taraxacum kok-saghyz Rodin) – gatunek rośliny wieloletniej z rodziny astrowatych (Asteraceae). W stanie dzikim rośnie w Azji Środkowej: w Kirgistanie, południowo-wschodnim Kazachstanie oraz w zachodnich krańcach Chin. W dawnym ZSRR był główną rośliną kauczukodajną. W Polsce uprawiany w czasie II wojny światowej.

## Morfologia
PokrójBylina do 30 cm wysoka, z wyglądu podobna do mniszka lekarskiego, z białym sokiem mlecznym.
LiścieLancetowate, zatokowo wcinane, zebrane w przyziemną rozetę.
KwiatyJęzyczkowate, koloru żółtego, tworzące koszyczki osadzone na szczycie bezlistnej łodygi.
OwocNiełupka z puchem kielichowym.
KorzeńGruby, palowy.

## Zastosowanie
Roślina uprawiana dla kauczuku (w korzeniu kilkuletnim zawiera go do 20% w soku mlecznym), który znajduje się w soku korowej części korzeni. W krajach byłego ZSRR uzyskiwano średni plon korzeni 50–100 q z hektara.
Producent opon Continental AG z Instytutem Biologii Molekularnej i Ekologii Stosowanej Fraunhofer opracował metodę, która pozwala na wykorzystanie kauczuku z korzeni tego gatunku przy produkcji opon. Jak potwierdzają przedstawiciele koncernu, guma z tej rośliny ma lepsze właściwości, niż ta pochodząca z drzew kauczukowca z Ameryki Południowej.